# Eagle Premier
El Eagle Premier es un automóvil ejecutivo del segmento E, que fue desarrollado por American Motors Corporation (AMC) durante la década de 1980 a través de su asociación con Renault. Este modelo se fabricó en la entonces nueva factoría de Brampton en Canadá. Chrysler Corporation compró los derechos del Premier cuando adquirió las acciones en circulación de Renault en AMC en 1987 y comenzó a vender el automóvil con la nueva marca Eagle.
El sedán de cuatro puertas se fabricó desde septiembre de 1987 (para el año del modelo de 1988) hasta diciembre de 1991 (para el año del modelo de 1992). También se comercializó una variante con ingeniería de emblemas con el nombre de Dodge Monaco de 1990 a 1992.

## Diseño
En 1982, American Motors y Renault, uno de los principales accionistas de AMC desde 1979, comenzaron a trabajar en un nuevo automóvil de pasajeros de tamaño completo y tracción delantera con unas dimensiones contenidas, cuyo nombre en código era X-58, para su presentación a finales de 1986. Un cupé de dos puertas complementario, cuyo nombre en código era X-59, debutaría para el año modelo de 1988. Estos dos estilos de carrocería iban a ser los primeros automóviles de tamaño completo vendidos por AMC desde el AMC Matador de 1978, con fin de recolocar al fabricante de automóviles con una oferta de productos más amplia en el mercado.
En lugar de diseñar un chasis completamente nuevo para el Premier, se partió del entonces nuevo monocasco Renault 25, que se adaptó para dar forma al nuevo producto. Usando el chasis de Renault 25, la suspensión se derivó del Renault Medallion (Renault 21). La suspensión presentaba un sistema independiente en las cuatro ruedas, tipo MacPherson en el eje delantero y dos barras de torsión en cada rueda trasera, con barra estabilizadora tanto en la parte delantera como en la trasera.

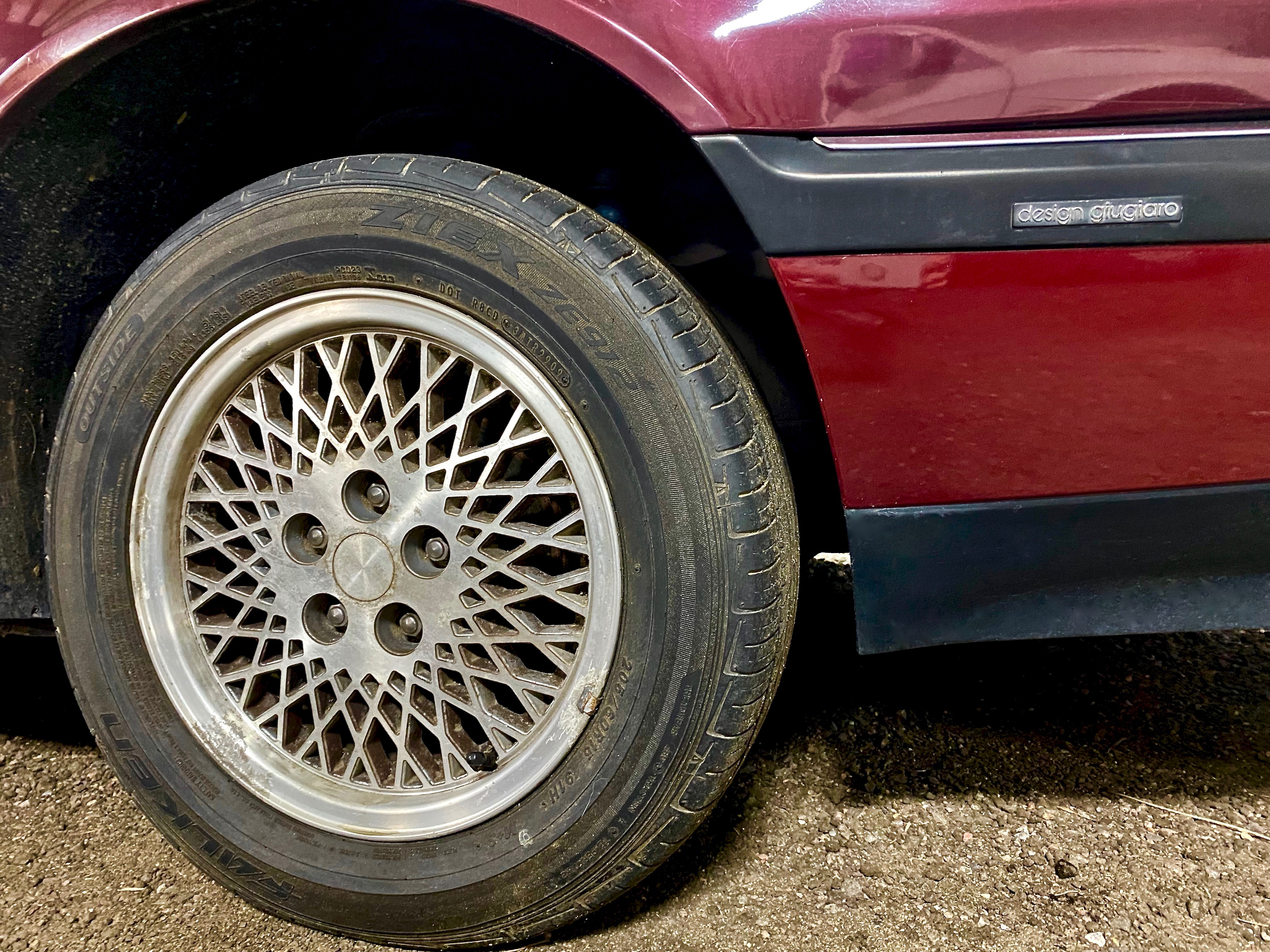
Emblema del "Diseño de Giugiaro" en la extensión del parachoques lateral delantero

El exterior diseñado por Giorgetto Giugiaro de Italdesign se eligió entre los prototipos generados por el propio departamento de diseño de AMC y por otras firmas independientes. El coeficiente de arrastre de la carrocería del Premier de 0.31 era ligeramente más bajo que el del Ford Taurus de 1986, que era bien conocido por su forma aerodinámica. La carrocería del Premier se terminó con una capa transparente de esmalte tratado en un horno para todos los colores disponibles. La carrocería estaba cubierta por una garantía de 7 años o de 100 000 millas (160 934 km). La capacidad del maletero del automóvil también era grande y ofrecía 16,3 ft³ (462 L) de espacio de carga.
También presentó una nueva tecnología para mejorar la eficiencia luminosa de su sistema de faros, con una mayor libertad de estilo y un aspecto frontal rectangular. El Eagle Premier de 1988 fue uno de los primeros coches con faros delanteros reflectores con una óptica de superficie compleja no parabólica y lentes, desarrollados por la compañía Valeo.
Alargado en todas sus dimensiones, el Premier disponía de más espacio interior que cualquiera de sus contemporáneos. El interior fue un diseño completamente nuevo por parte del personal interno de AMC bajo la dirección de Dick Teague. También incluía características que se consideraban únicas en ese momento. El panel de instrumentos presentaba "una gran proporción de electrónica", con todos los controles del conductor ubicados al alcance de la punta de los dedos junto al volante. Usaba un inusual selector de marchas montado en el tablero, con una palanca de metal delgada al final de la que había un mango de agarre. En cambio, si el selector de marchas estaba situado en la consola central de la manera clásica, la palanca desaparecía del tablero de instrumentos en el que estaba montada. Los controles de climatización usaban un botón de arriba hacia abajo inusual, que alternaba entre los diferentes modos de calefacción, indicados por una serie de luces. Todos estos controles estaban alojados en un panel de control situado en el lado derecho de la columna de dirección. En el lado izquierdo de la columna, otro bloque contenía los controles de luces y limpiaparabrisas. El control de la señal de giro también era electrónico y volvía a su posición central inmediatamente después de que un conductor señalara un giro, y un sonido de gong indicaba su cancelación después de completar un giro. El control de velocidad opcional se incorporó al volante forrado en cuero. Otras características incluían limpiaparabrisas intermitentes, así como velocidad variable automática que ajustaba la velocidad del limpiaparabrisas a la cantidad de agua que golpeaba el parabrisas; con menos agua, más lentamente se movían, pero incrementaban su velocidad si un camión que pasaba salpicaba el parabrisas con una gran cantidad de agua. El estándar en todos los Premier era un sistema de sonido estéreo, sintonizado electrónicamente.
Había dos transmisiones mecánicas en opción. Evitando los motores de cuatro cilindros de fabricación francesa del Renault 25, la versión base Premier LX presentaba un motor AMC de cuatro cilindros en línea estándar de 2.5 L. Con un sistema de inyección de combustible accionado electrónicamente, desarrollaba una potencia máxima de 111 HP (83 kW; 113 CV) y 142 lb·pie (193 N·m) a 1400 rpm. Este motor estaba acoplado a una nueva caja de cambios automática de cuatro velocidades controlada electrónicamente, desarrollada por ZF Friedrichshafen. La economía de combustible para el modelo base se estimó según la EPA en 22 mpgAm (10,7 L/100 km) en ciudad y 31 mpgAm (7,6 L/100 km) en carretera, lo que implicaba una autonomía de 527 millas (848 km) con el tanque de gasolina de 17 galAm (64 L; 14 impgal). Opcional en los modelos LX y estándar en los modelos ES, había una versión de 3.0 L del motor V6 Peugeot-Renault-Volvo (PRV), equipado con inyección de combustible de puerto múltiple, que producía cifras de par y potencia máximas de 150 HP (112 kW; 152 CV) a 5000 rpm y 171 lb·pie (232 N·m) a 3570rpm. La eficiencia de combustible del V6 se calificó en 18 mpgAm (13,1 L/100 km) en ciudad y 27 mpgAm (8,7 L/100 km) en carretera. Las estimaciones de aceleración de fábrica eran de 0 a 60 mph (0 a 97 km/h) en 11,5 segundos con el cuatro cilindros, y de 10 segundos con el de seis. Los trenes motrices del Premier estaban cubiertos por una garantía de 70 000 millas (112 654 km) o 7 años, más largo que el ofrecido por cualquiera de los competidores en ese momento.
Desarrollado por AMC, que era "la hermana pequeña de los Tres Grandes... casi sin recursos y luchando contra un enemigo muy superior", Bob Lutz, entonces vicepresidente de Chrysler, escribió que el sedán Premier era uno más de la "impresionante sucesión de nuevos productos" que Chrysler ganó con la adquisición del pequeño fabricante de automóviles. El Eagle Premier reemplazó al llamado "automóvil Liberty" que Chrysler había estado desarrollando como base de sus futuros coches durante muchos años, pero estaba experimentando problemas con este gran proyecto.
El Eagle Premier fue descrito como "un automóvil de clase mundial" por los periodistas automotrices, teniendo en cuenta además sus orígenes internacionales con un diseño italiano y ensamblaje canadiense. "Considerado por algunos el coche más sofisticado en la línea de Chrysler", el Eagle Premier ofrece "unos increíbles 122 pies cúbicos (3455 L) de espacio interior; algo casi inaudito para un coche de pasajeros de tamaño mediano" junto con un "manejo europeo". El Premier fue el "hijo final del matrimonio AMC-Renault" y el nuevo automóvil se lanzó al mercado "bien dotado en casi todos los aspectos. Tiene los motores convencionales más potentes en su campo, electrónica de última generación con una característica inédita, y se fabrica en la planta de ensamblaje más nueva del mundo".

## Modelo años

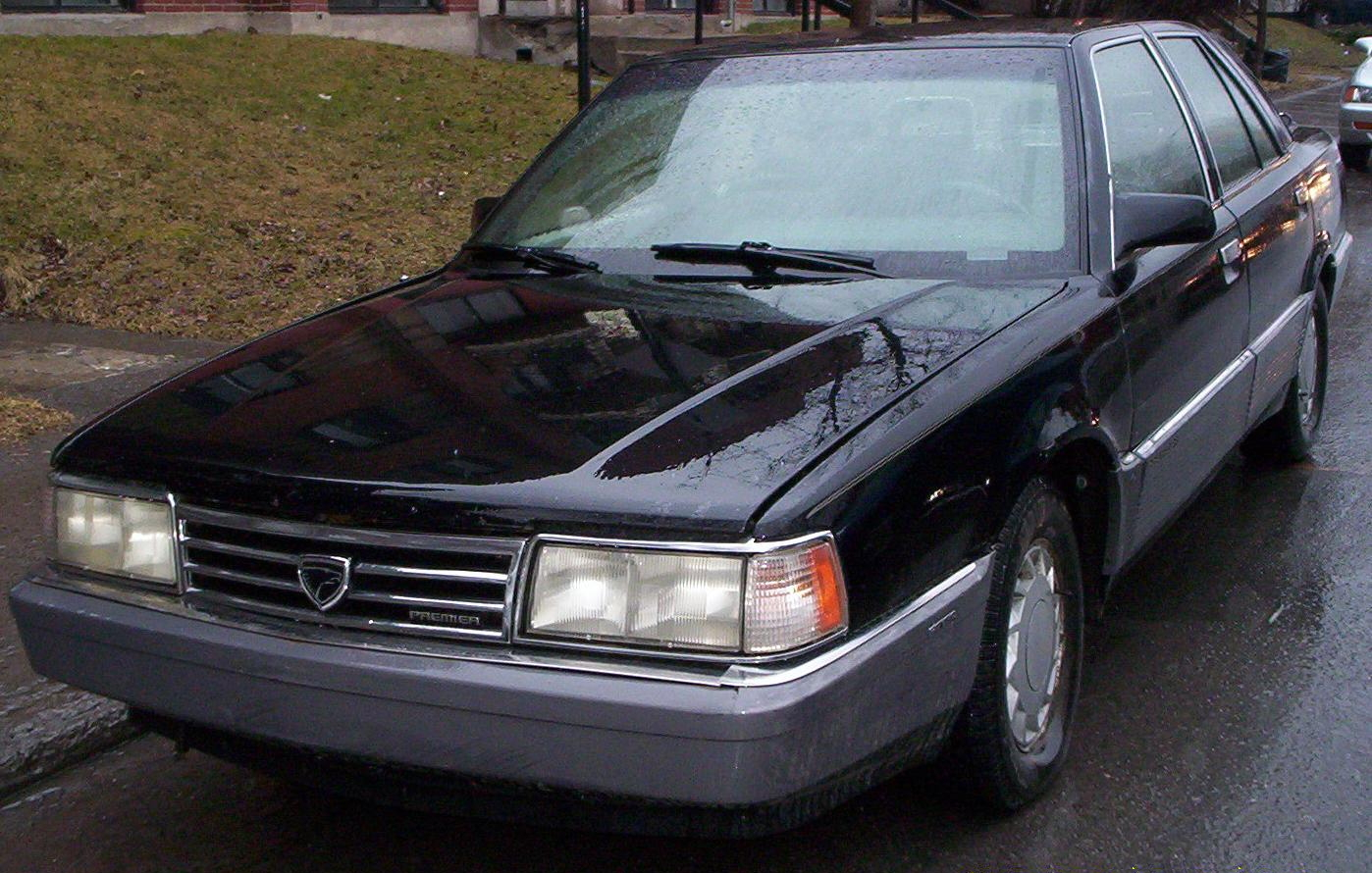
Eagle Premier

### 1988
El Eagle Premier se lanzó en enero de 1988, y las primeras unidades de producción en serie salieron de la línea de montaje el 28 de septiembre de 1987. Aunque a veces se hace referencia al automóvil como Renault Premier, aunque este automóvil nunca se comercializó en ninguna parte del mundo como Renault. Los prototipos de preproducción salieron de fábrica con los emblemas de Renault en la parrilla y las cubiertas de las ruedas, pero con las placas de identificación de Eagle en la tapa del maletero, por lo que la división Eagle tuvo que indicar esta diferencia en los folletos y videos de información del distribuidor. Antes de su lanzamiento en enero de 1988, a todos los coches de preproducción se les quitó el emblema de Renault de la parrilla y de la almohadilla de la bocina en la columna de dirección. Dependiendo del sistema estéreo que se hubiera pedido, se encontraría un emblema de Renault o Eagle en el automóvil hasta 1989 en el equipo estereofónico. Debía haber sido el primer estilo de carrocería de una serie de tres, junto con un familiar de cuatro puertas y un cupé de dos puertas. Después de que Chrysler compró la participación de Renault (46%) en AMC y todas las demás acciones en circulación (54%), los estilos de carrocería familiar y cupé se cancelaron, al igual que un modelo Premier DL planificado con una caja de cambios manual de cinco velocidades.
El interior del LX presentaba asientos estándar para seis pasajeros, con asientos delanteros de banqueta reclinables divididos 55/45 junto con un asiento trasero que incluía un apoyabrazos central plegable. Los bolsillos para mapas eran estándar en los respaldos de los asientos delanteros. Las transmisiones automáticas estándar de cuatro velocidades se accionaban con una palanca de cambios en la columna de dirección. Los modelos ES incluían un revestimiento lateral inferior de la carrocería, una suspensión más firme y neumáticos "touring" más grandes, así como asientos "baquet" delanteros individuales con reposacabezas ajustables y una consola de longitud completa con apoyabrazos central. Los modelos ES tenían asientos para cinco adultos. Los asientos delanteros individuales eran opcionales en el LX, y una palanca de cambios montada en la consola era opcional tanto en el LX como en el ES.
El Premier se destacó en la amplia gama de productos de Chrysler por tener la "forma correcta" al ser el sedán más aerodinámico construido en América del Norte y ofrecer "un automóvil estadounidense con sofisticación y manejo europeos".

### 1989

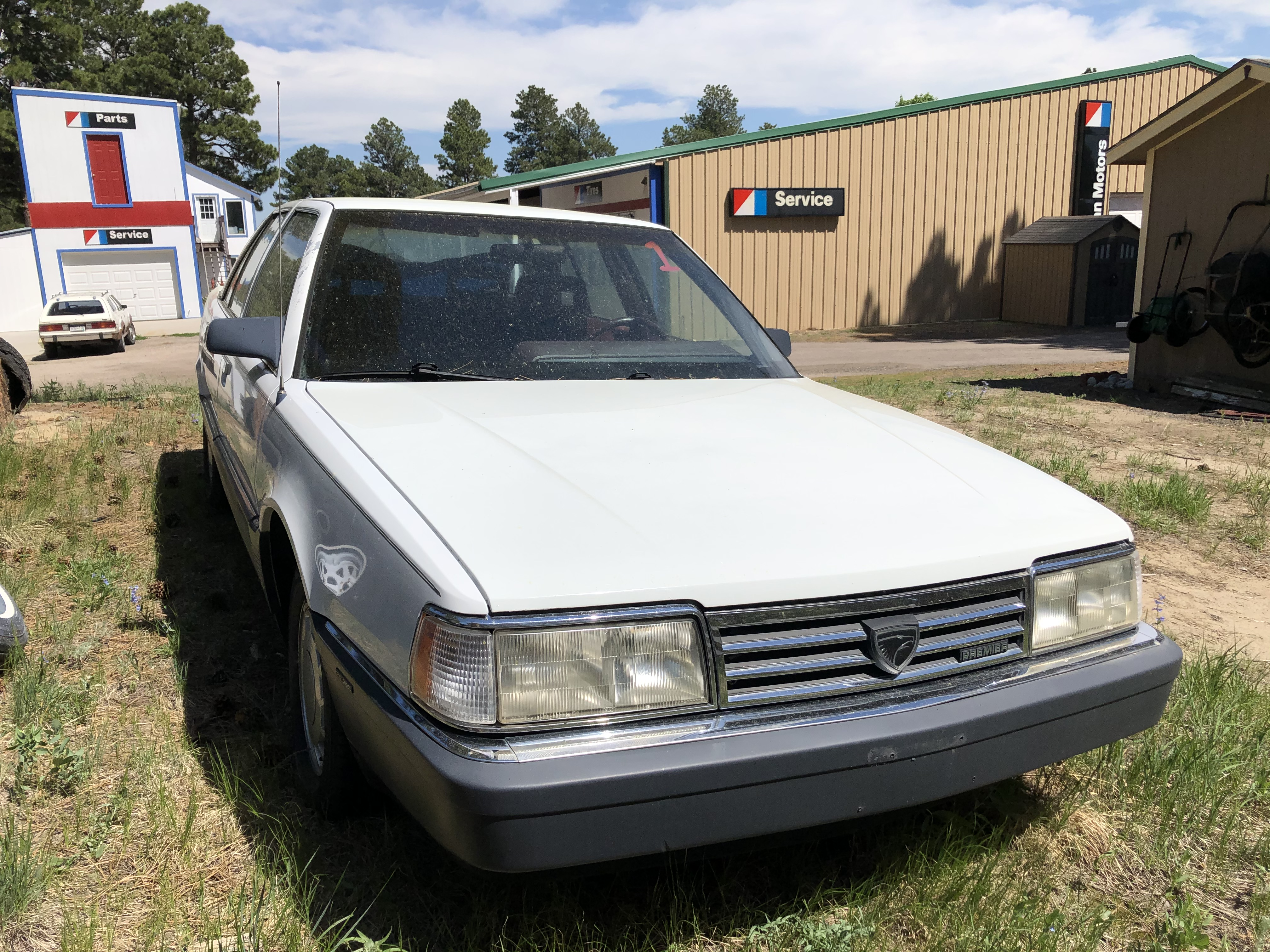
Eagle Premier de 1989

El segundo año del modelo, el Premier casi no experimentó cambios, excepto la adición del control de crucero y la introducción a mediados de año de un modelo ES Limited con pintura monocromática y detalles del color en la carrocería.
La publicidad se centró en "los rápidos reflejos de las águilas" (por la marca Eagle) y describió los componentes de la suspensión totalmente independientes del Premier para que tuviera un paso seguro y dinámico para "inspirar la confianza del conductor", además del exclusivo plan de garantía de 7 años y 70.000 millas del automóvil.
No se lanzó el modelo acompañante "deportivo" de dos puertas que Iacocca anunció para este año, un modelo capaz de "hacer volar al Eagle" con nuevos productos y una "personalidad de marca que es única ... y emocionante ... y de lujo".

### 1990

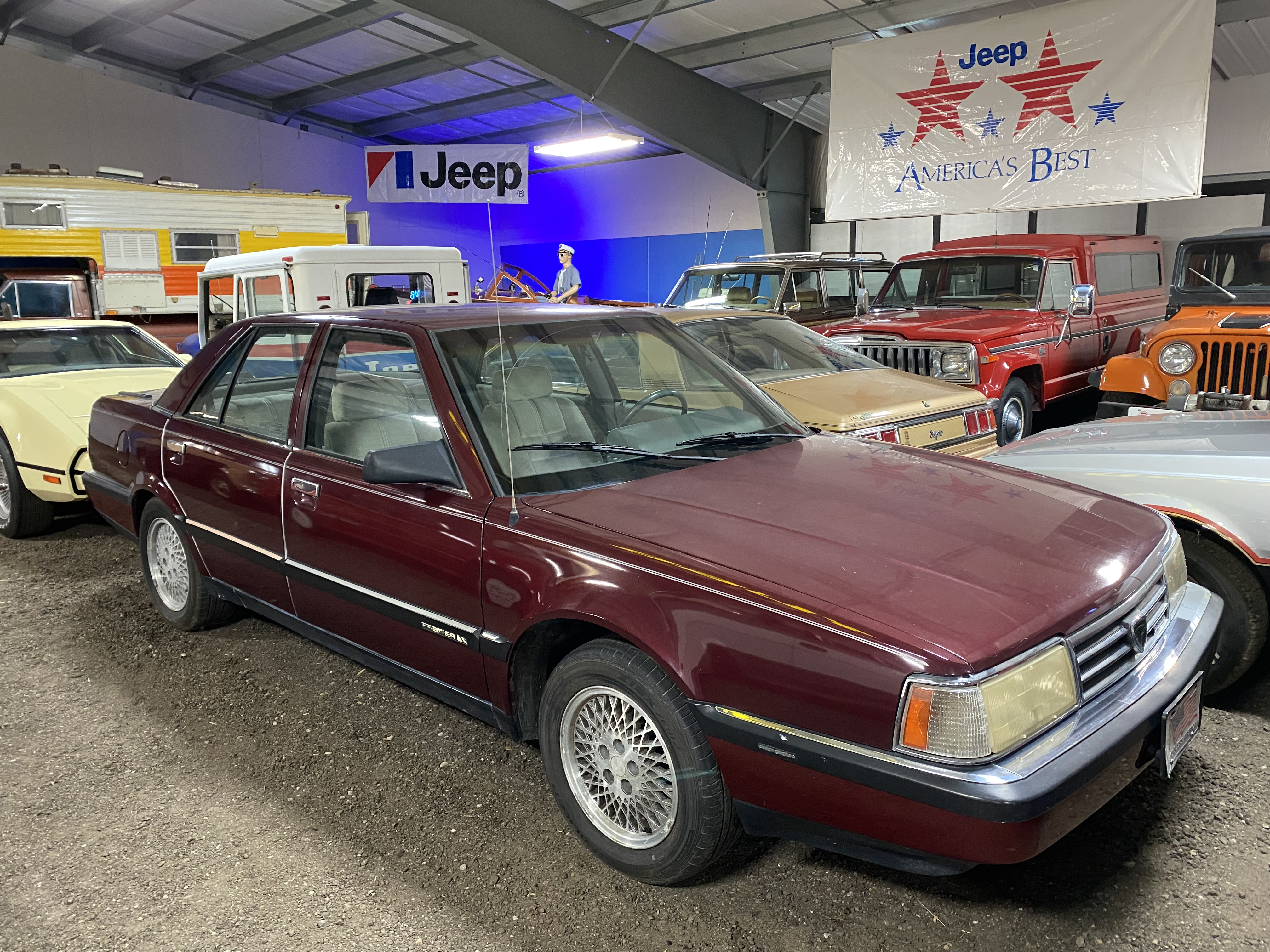
Eagle Premier LX de 1990

En 1990, el Premier se rediseñó sustancialmente. El nuevo estándar eran frenos de disco en las 4 ruedas y un sistema de escape de acero inoxidable. El sistema eléctrico se reemplazó con piezas estándar de Chrysler que demostraron ser más fiables que el sistema Renix original. El exterior se modificó ligeramente y, como resultado, se quitaron las insignias de "Diseño Giugiaro" de los guardabarros delanteros. El período de la crisis del combustible se estaba desvaneciendo y la mayoría de los compradores seleccionaron el motor V6. El motor de cuatro cilindros se eliminó oficialmente de la gama, y el V6 permaneció como el único motor.
Se agregó una versión con ingeniería de emblemas del Premier usando un nombre familiar de Chrysler, el Dodge Monaco, un nombre que Dodge empleó por primera vez en 1965 y que se usó por última vez en 1978 en un sedán de tracción trasera de tamaño completo.
Debido a su diseño "tan actualizado como cualquiera en el mercado de coches medianos", el Premier ahora se convirtió en la base de la siguiente generación de automóviles de Chrysler.

### 1991

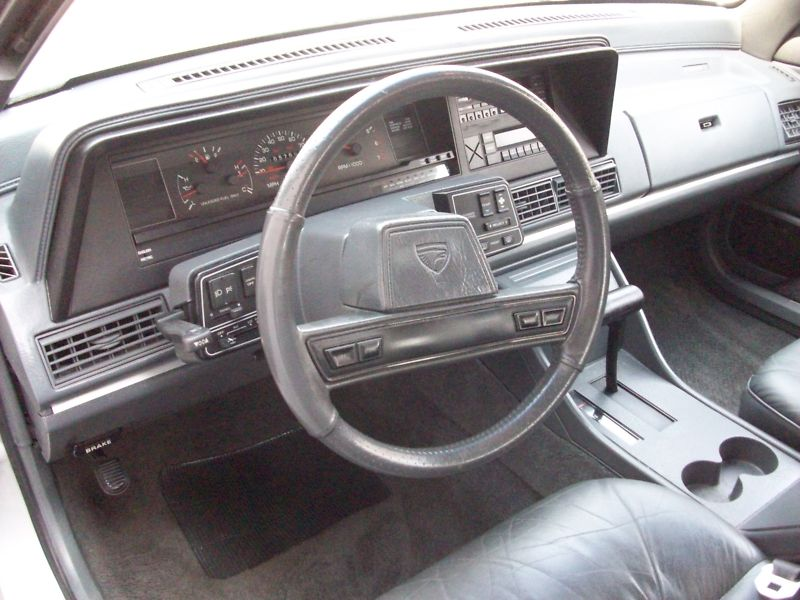
Interior del Eagle Premier

El año modelo de 1991 trajo pocas novedades para el Premier, excepto por un nuevo sistema antibloqueo de ruedas (ABS) que también estaba disponible en el gemelo Dodge Monaco construido en Canadá. La nueva característica de seguridad venía de serie en el ES Limited y era opcional en los otros modelos. El modelo Limited recibió una nueva parrilla delantera y conjuntos actualizados de luces traseras.
El mercado experimentó una recesión y todos los fabricantes de automóviles comenzaron a ofrecer incentivos para mover el inventario. A principios de año, los suministros del Eagle Premier aumentaron hasta 222 días y Chrysler otorgó un descuento de 1000 dólares a los concesionarios sobre el precio de factura, un reembolso de 1500 dólares a los compradores y un incentivo de 2000 dólares al concesionario por automóvil después de su cuarta venta. Un coche ES Limited con un precio recomendado de  19.978 dólares se quedaba en 15.478 después de los incentivos de venta. A finales de año, los concesionarios Jeep-Eagle tenían inventarios bajos del Premier, con solo 28 días de suministro, en comparación con los 119 días de existencias del Chevrolet Caprice.

### 1992

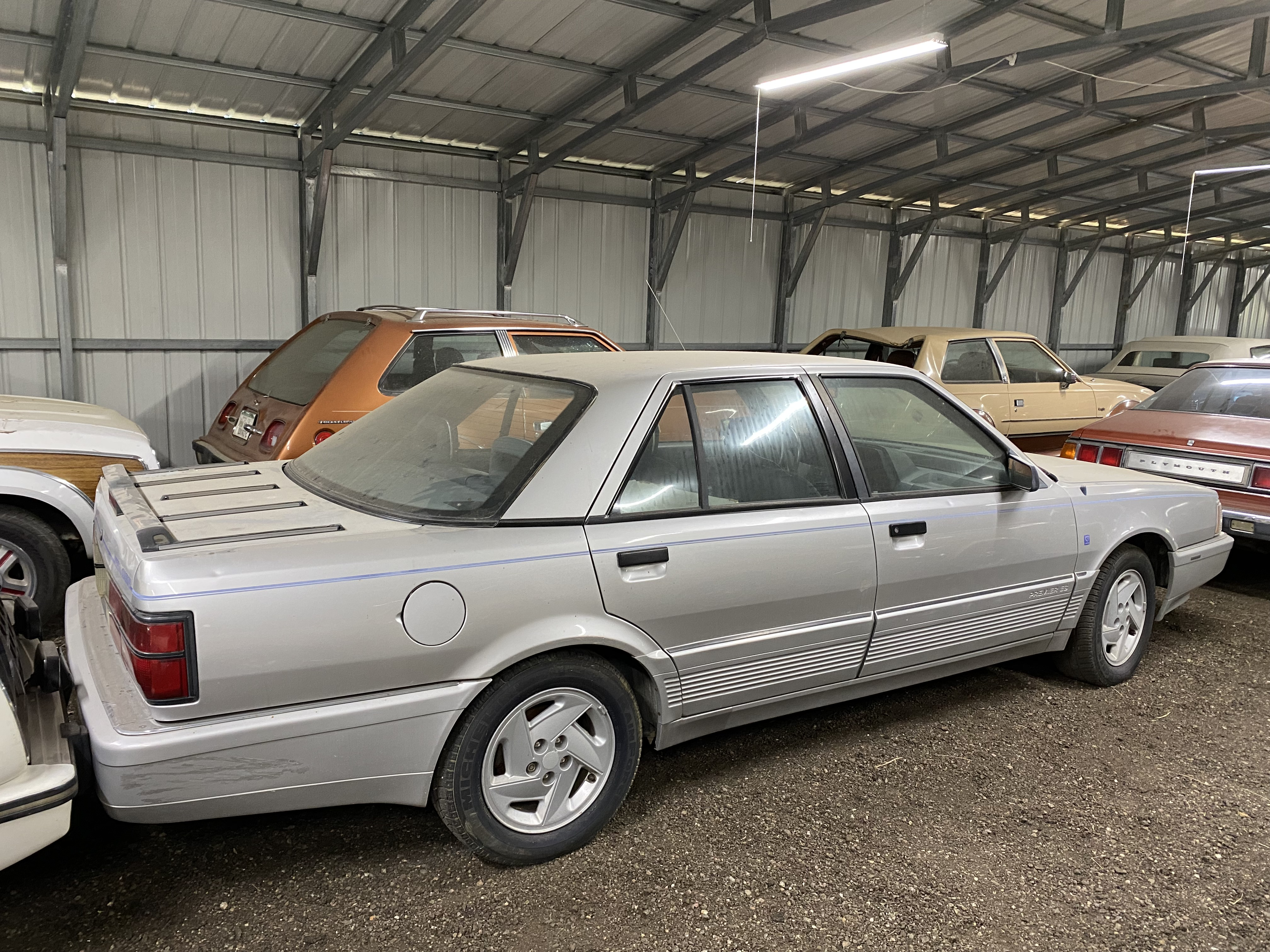
Eagle Priemier ES de 1992

El Eagle Premier y su variante de ingeniería de marca, el Dodge Monaco, continuaron básicamente sin cambios en 1992, excepto porque todos los modelos recibieron la parrilla y las luces traseras que solo estaban disponibles en el Limited en 1991. Chrysler también anunció que sería el último año del Premier, dado que el fabricante de automóviles se estaba preparando para lanzar todos sus nuevos modelos LH que iban a ser producidos en la planta de ensamblaje de Bramalea, donde se finalizó la producción del Dodge Monaco y del Eagle Premier el 17 de diciembre de 1991.
Cifras de producción:
| Año     | 1988   | 1989   | 1990   | 1991   | 1992  | Total Acumulado |
| ------- | ------ | ------ | ------ | ------ | ----- | --------------- |
| Totales | 45.546 | 41.349 | 14.243 | 11.634 | 4.730 | 117.502         |

## Legado
La marca Eagle se dirigió a consumidores que normalmente no hubieran considerado la compra de un sedán estadounidense, "sino que en su lugar habrían buscado un Volvo o un Audi". El Premier "de lujo" era el buque insignia de la nueva división Eagle de Chrysler y estaba en la misma clase "que coches como el Audi 5000, ... espacioso, discreto y elegante".
Popular Science, en una prueba de carretera de cuatro automóviles, consideró al Premier como uno de los sedanes más deportivos (por su agarre a la carretera y precisión de manejo) disponibles en el mercado estadounidense. La suspensión independiente completa en todas las ruedas mejoró las características de la calidad de conducción, al igual que el diseño de la dirección de cremallera. "Por su tamaño, el Premier era el automóvil más liviano que Chrysler construyó en ese momento [con un peso de 2999 lb (1360 kg)], el más rígido (en términos de torsión) y el de mejor tracción con 8,7 plg (221 mm) de recorrido de rueda frente a las 4.5 de la serie K que fue la base de todos los automóviles Chrysler disponibles en ese momento. Se benefició de décadas de experiencia de Renault con la tracción delantera, y un ejemplar en buen estado todavía impresionará incluso hoy". Podría decirse que los niveles de ingeniería alcanzados en el Premier son los más refinados en un sedán que entonces era producido por AMC o Chrysler.
Las proyecciones originales estimaban una producción anual de 150.000 unidades del Premier. Magna International había firmado un contrato en 1986 para suministrar paneles de carrocería para los Premier. Como resultado, el proveedor automotriz recibió subvenciones de 10 millones de dólares de los gobiernos de Canadá y de Ontario para ampliar la planta de estampado de metales de Milton. Sin embargo, el Premier no logró sus objetivos de ventas, con una producción anual de 1989 que solo alcanzó los 32.720 ejemplares.
Los críticos han argumentado que Chrysler no comercializó correctamente el Premier, ya que confundió su mercado objetivo. Los modelos ES se compararon directamente con los Audi 80, Acura Legend y sedanes de "importación" similares, mientras que los modelos LX estaban destinados a un mercado de nivel inferior que competía contra los automóviles Ford Taurus y de la plataforma A de GM (Buick Century, Chevrolet Celebrity y Oldsmobile Cutlass Ciera). Chrysler también terminó con seis marcas diferentes después de la compra de AMC, solo una menos que GM, que por entonces era cuatro veces más grande que Chrysler. Y la compañía no solo no podía permitirse el lujo de promocionar y publicitar adecuadamente cada una de sus marcas, sino que también se enfrentaba al legado del fracaso de los automóviles franceses en los Estados Unidos.
El Premier dejó largo tiempo muchos vestigios de la ingeniería de AMC y Renault, mucho después de que Chrysler adquiriera el diseño del automóvil. Por ejemplo, el número de chasis para toda la producción del año modelo 1988 retuvo el formato de AMC, y el logotipo de AMC apareció en muchos de los componentes del automóvil hasta el final de la producción.

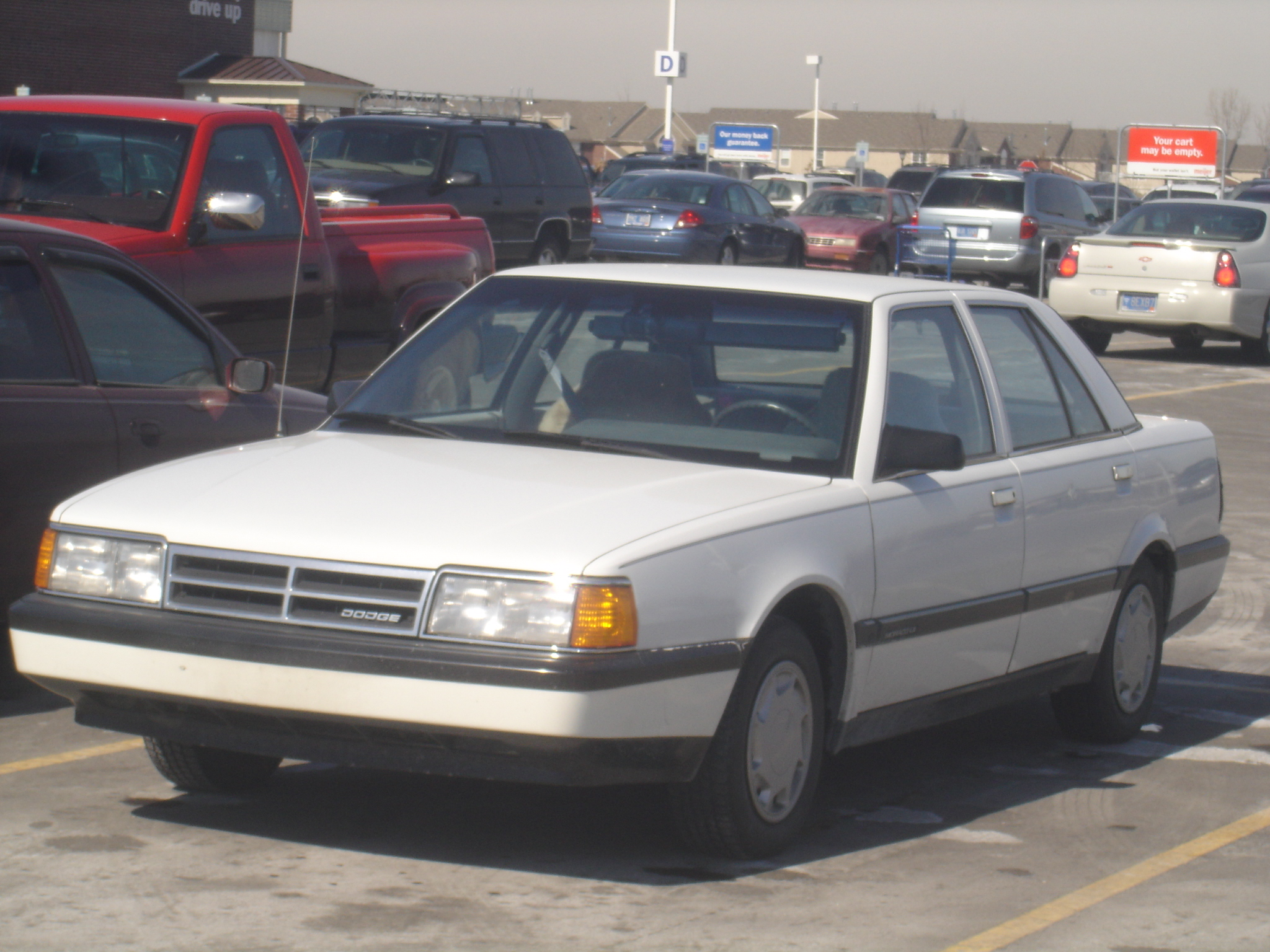
Dodge Monaco, una variante de ingeniería de marca

La introducción de un modelo rebautizado llamado Dodge Monaco fue el resultado de un compromiso contractual de usar 260.000 motores PRV durante cinco años, una cláusula en la compra de AMC a Renault. El Monaco se vendió en cantidades bajas, y tanto este modelo como el Premier se cancelaron en 1992. Hubo poco apoyo de mercadotecnia para el Premier por parte de los propios distribuidores de Jeep-Eagle porque estaban enfocados en vender los modelos Jeep de gran éxito y más rentables. Además, la decisión de combinar finalmente Jeep-Eagle con los concesionarios de Chrysler requería el objetivo corporativo a largo plazo de eliminar gradualmente la marca Eagle. Se construyeron 139.051 unidades del Premier y del Monaco en Bramalea. Chrysler pagó una multa por cada automóvil no producido y por cada motor V6 no comprado a Renault.
Se construyó una nueva fábrica "muy avanzada" (llamada Planta Ensambladora de Bramalea) para fabricar el Premier en Ontario. Esto estaba cerca de una planta AMC existente en Brampton (Ontario), Canadá. Esta planta de última generación se inauguró en 1986 y fue uno de los activos de AMC que interesó a Chrysler. Pasó a llamarse Planta Ensambladora de Brampton después de la compra, siendo remodelada para la producción de los modelos Chrysler LH que debutaron en el otoño de 1992, incluido el reemplazo del Premier, el Vision, y los vehículos hermanos del Vision, el Dodge Intrepid y el Chrysler Concorde.
El Premier inspiró muchas de las características de diseño de la plataforma LH. François Castaing, anteriormente vicepresidente de ingeniería y desarrollo de productos de AMC, se convirtió en vicepresidente de ingeniería de vehículos de Chrysler en 1988 y, como resultado, el Premier fue el punto de partida para los nuevos sedanes LH de Chrysler. Aunque el estilo de habitáculo adelantado era bastante diferente, los motores de los automóviles LH estaban montados longitudinalmente, como en el Premier. Este fue "un sello distintivo de los diseños de tracción delantera de Renault", una concepción diferente a la de cualquier otro automóvil construido por Chrysler hasta ese momento. La transmisión dedicada de la plataforma LH, la A606, también era bastante similar en diseño a la transmisión automática controlada electrónicamente que se presenta en los Premier de cuatro cilindros. La carrocería del Premier se usó para el prototipo del LH, bajo el que se probó el tren motriz de la plataforma LH.
Aunque solo era un sedán de cuatro puertas, el Premier podría ser un "clásico del futuro" según el periodista automovilístico Dan Roth, como "uno de los mejores automóviles estadounidenses de los últimos 20 años [desde 2010], capaz de defenderse frente a las marcas europeas de lujo, y ser el propietario del último coche de AMC (¡los jeeps no son coches!) sería una responsabilidad que nos haría disfrutar".

## Galería

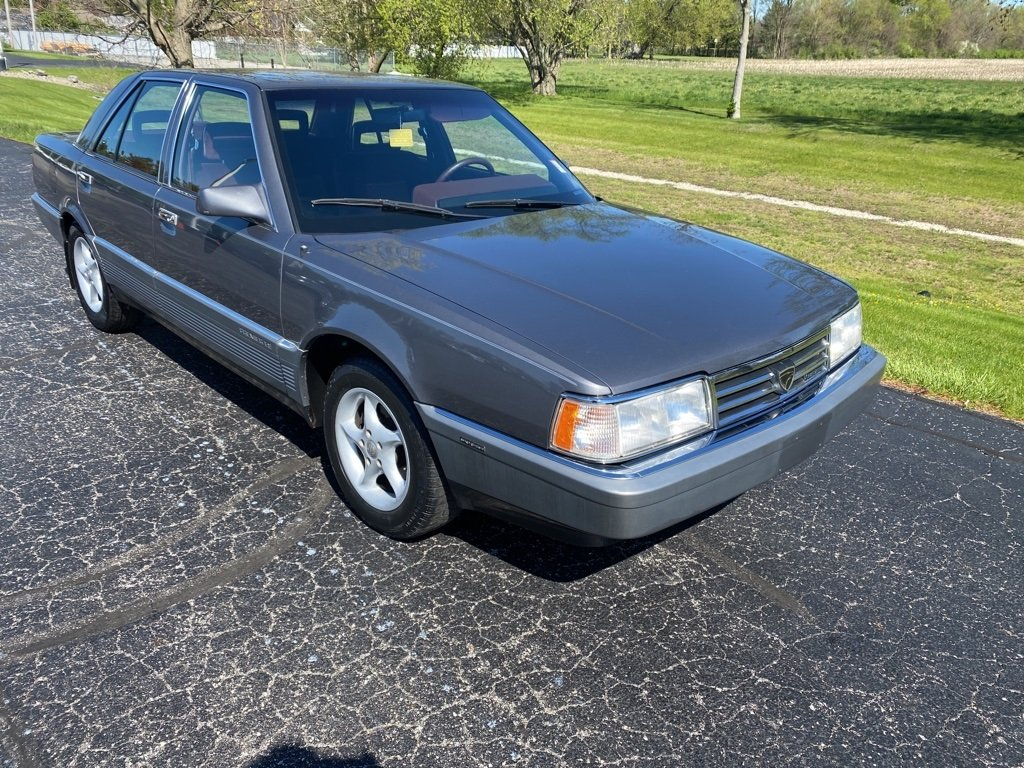
Eagle Premier de 1988 (exterior)
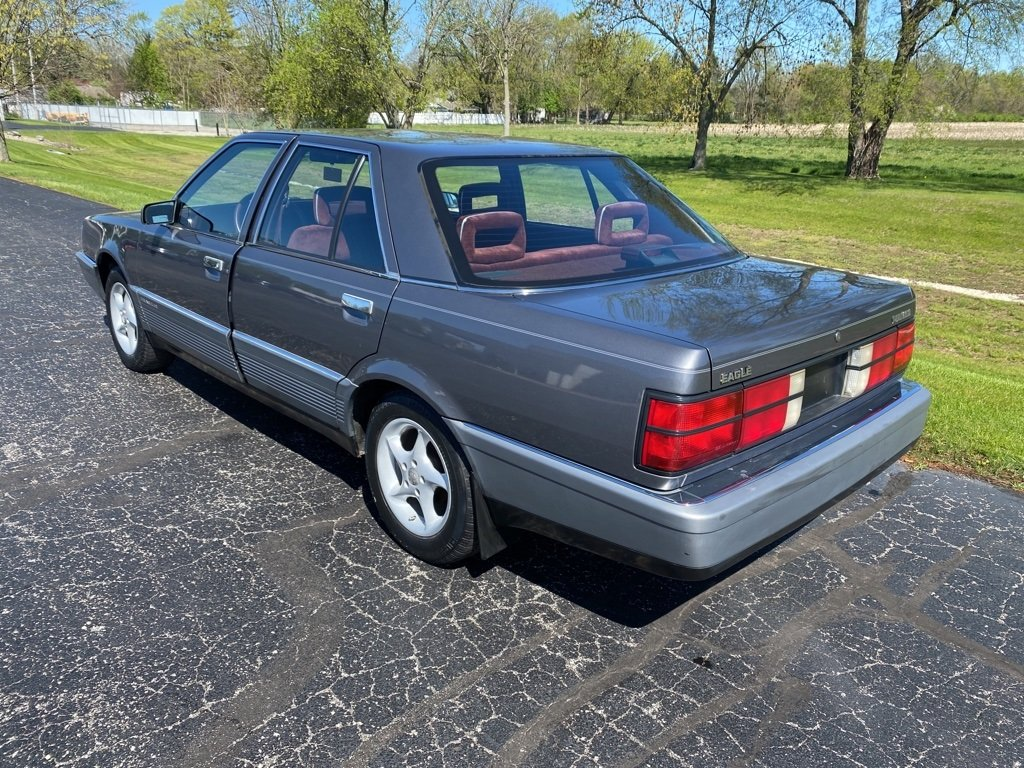
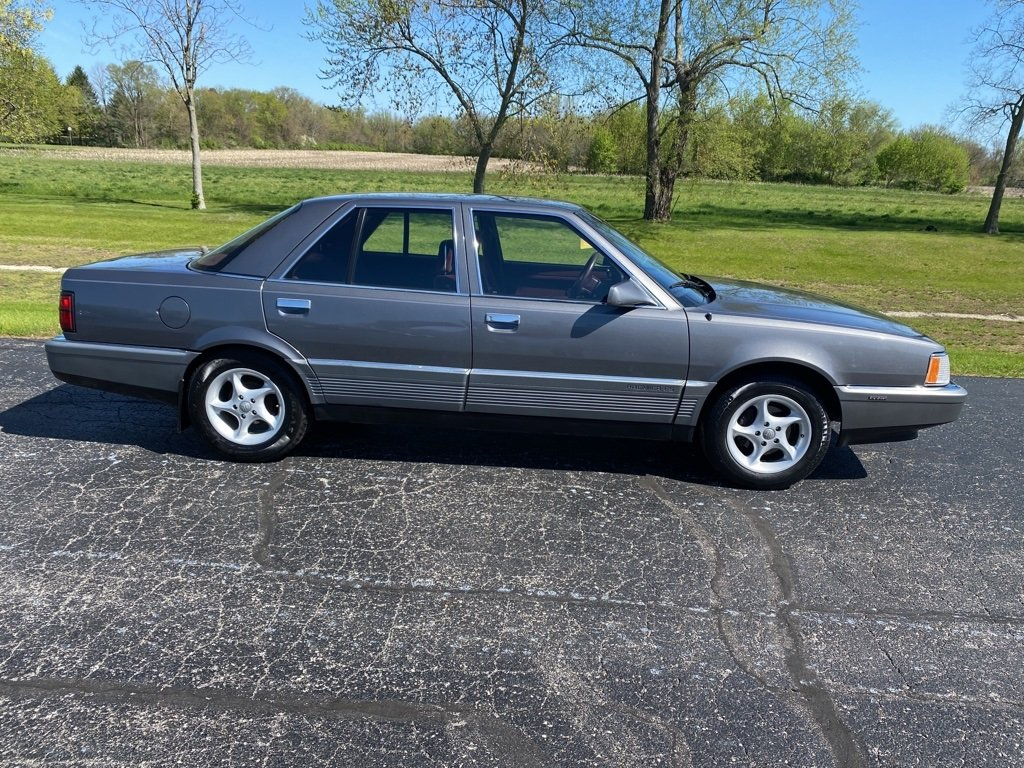
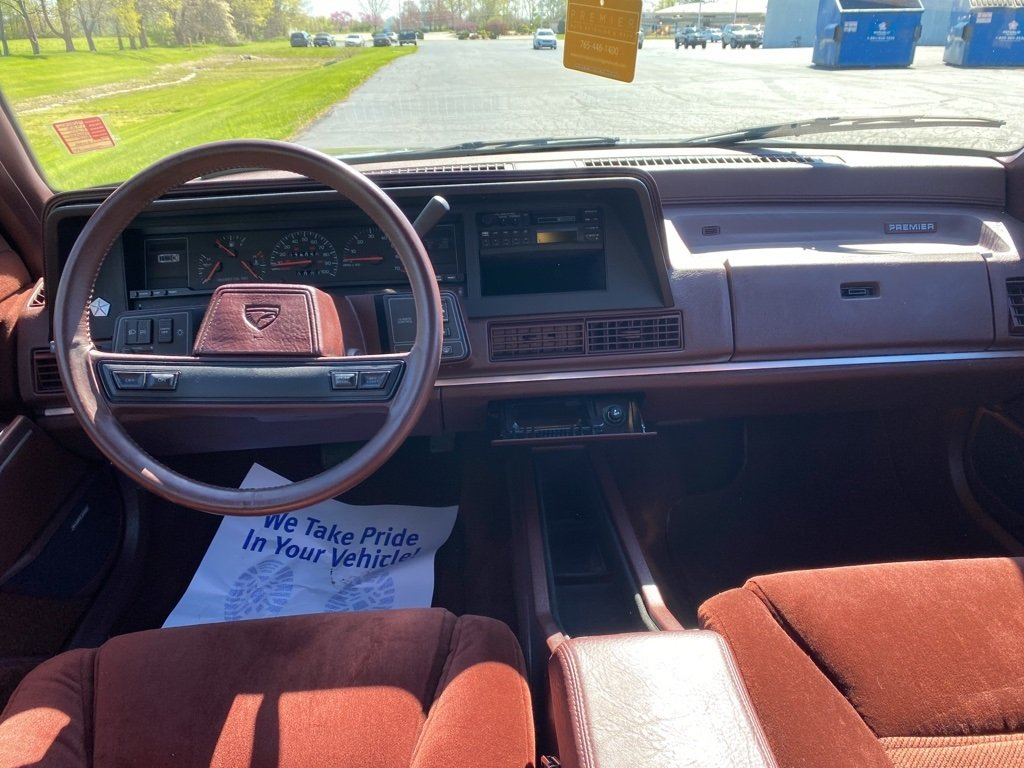
Eagle Premier de 1988 (interior)